# Learning Fun II
Learning Fun II est un jeu vidéo éducatif développé par Realtime  Associates, édité par INTV, sorti en 1987 sur la console Intellivision,,.

## Système de jeu
La cartouche comprend 4 mini-jeux de lettres. Les 3 premiers sont des reprises « améliorées » de ceux figurant sur la cartouche Word Fun ; seul Memory Fun est un jeu original, créé pour l'occasion :

- Word Rockets : Les deux joueurs compléter simultanément le même mot en lançant des voyelles dans les nuages ou se trouvent déjà les consonnes.

- Word Hunt : Les joueurs dirigent des singes qui doivent retrouver les lettres manquantes d'un mot, disséminées dans la jungle.

- Crosswords : Les joueurs ont 20 tours pour composer des mots sur une grille et les relier entre eux.

- Memory Fun : Les deux joueurs dévoilent simultanément deux lettres cachées en essayant de retrouver des paires. Le jeu rappelle le titre Hunt & Score de l'Atari 2600[2].

## Développement
Learning Fun II est développé par David Warhol, qui recycle le code source de Word Fun, précédemment développé par APh Technological Consulting pour Mattel Electronics. Warhol améliore rapidement les trois mini-jeux, tout en retirant les mentions à  The Electric Company (en), CTW ou Mattel, et intégrant les nouveaux graphismes de Connie Goldman. Il développe au passage une quatrième épreuve : Memory Fun.

## Héritage
Memory Fun, Word Hunt et Word Rockets sont présents, émulés, dans la compilation Intellivision Lives! (en) sortie sur diverses plateformes.
Learning Fun II fait partie des jeux intégrés dans la console Intellivision Flashback, sortie en 2014.
En 2021, la cartouche Intellivision Collection 1 porte 12 titres de l'Intellivision, dont Word Rockets, sur les consoles Evercade.